# Mammillaria matudae
Mammillaria matudae är en kaktusväxtart som beskrevs av Bravo. Mammillaria matudae ingår i släktet Mammillaria och familjen kaktusväxter. Inga underarter finns listade i Catalogue of Life.

## Bildgalleri

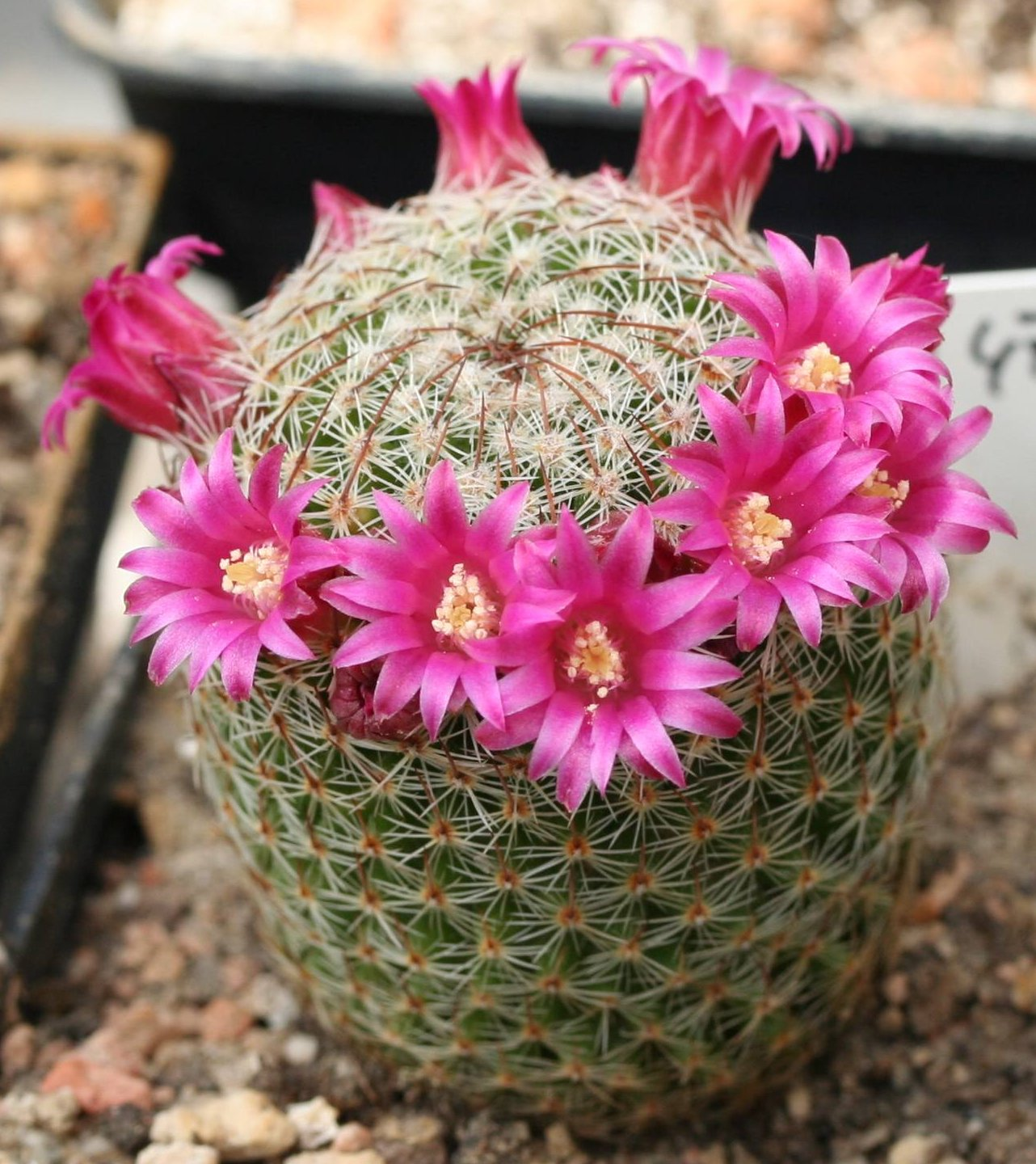
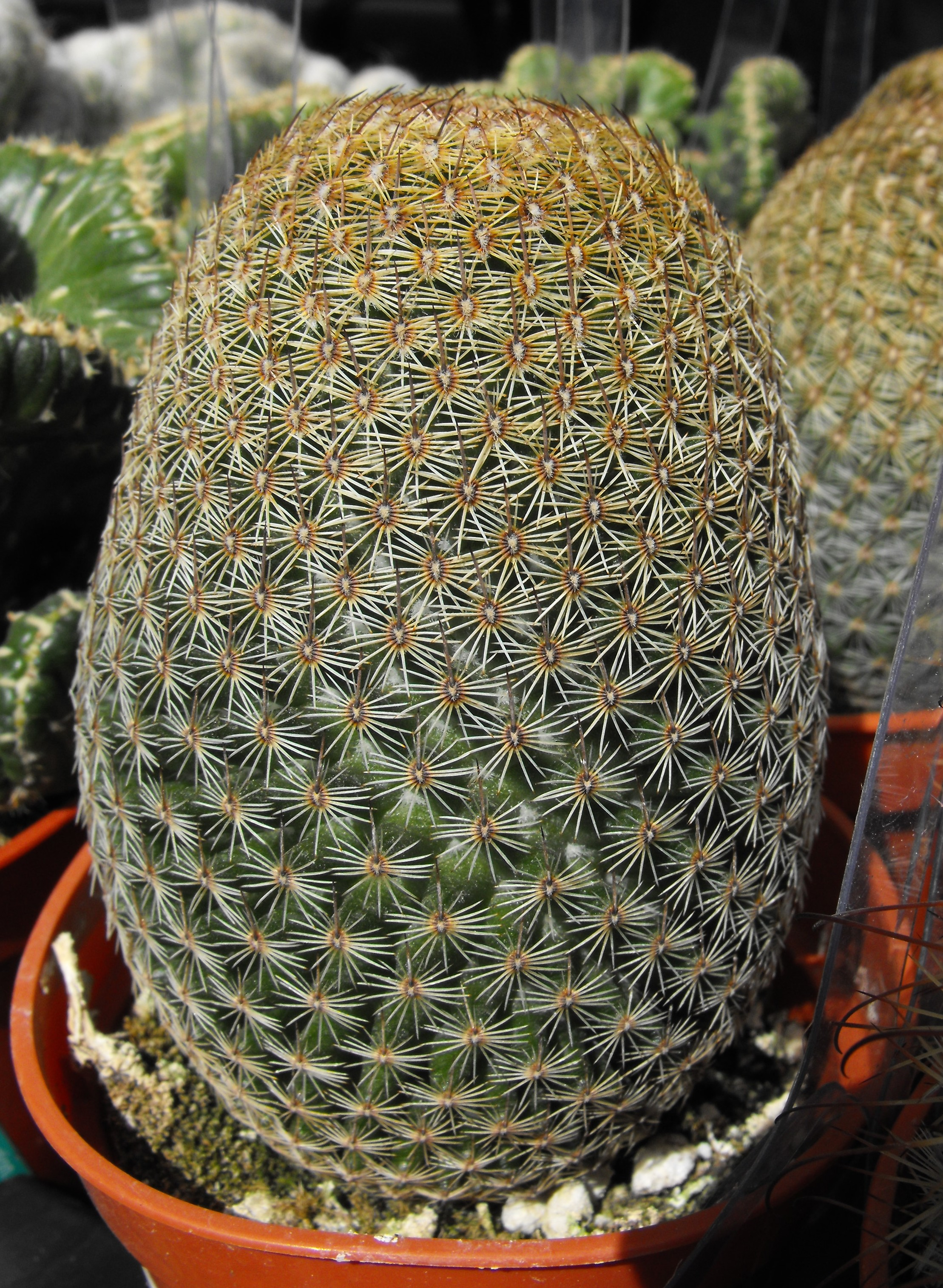
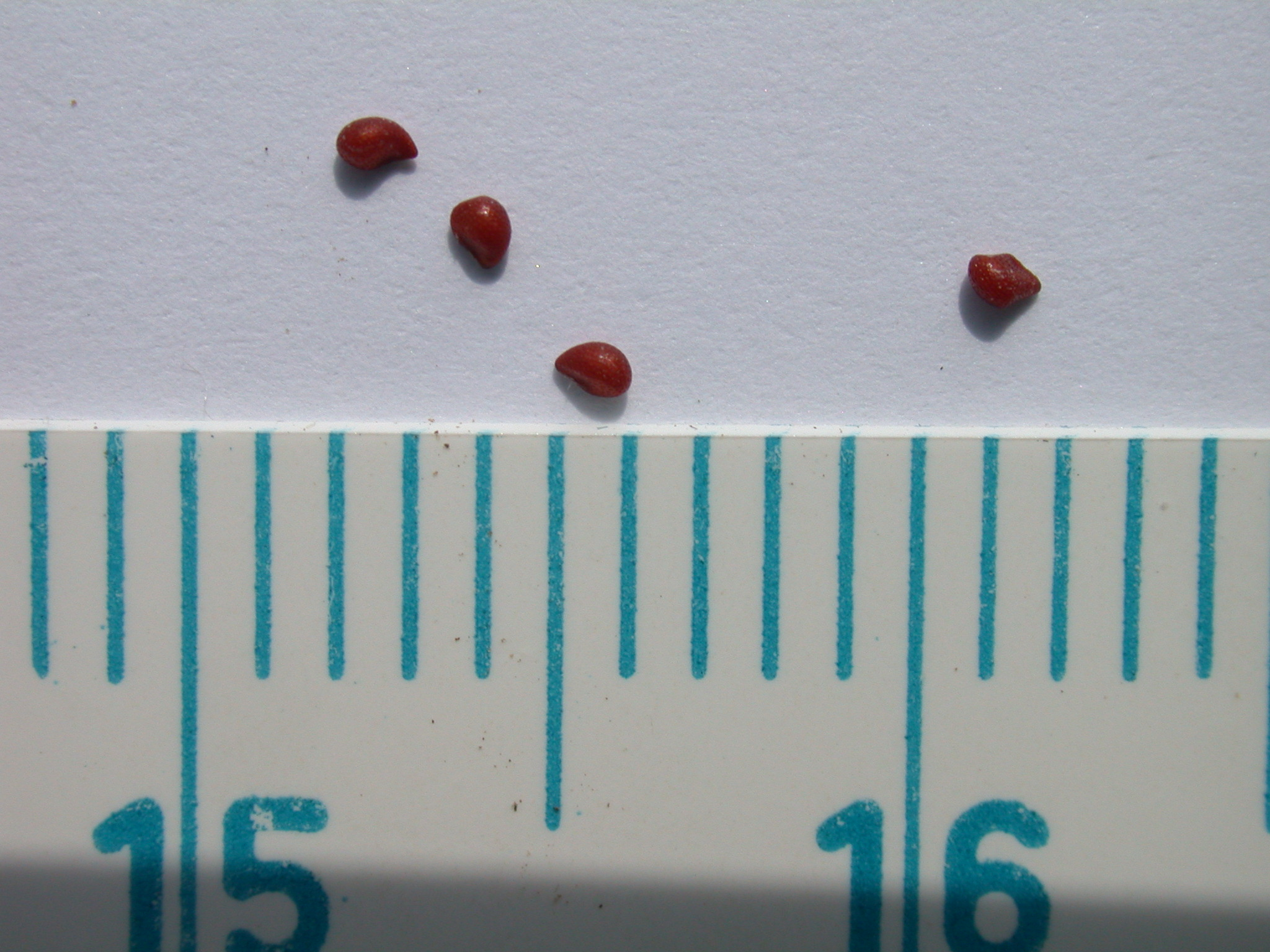